# Гераскофобия
Гераскофобия (от гръцки: gerasco – „Аз съм стар“ и φόβος, phobos – „страх“) е патологичен или постоянен страх от това да пораснеш или да остарееш. Гераскофобията е клинична фобия основно класифицирана като специфична фобия, страх от един-единствен специфичен обект или идея.
Някои автори я свързват с геронтофобията, докато другите предпочитат да разделят страха/нехаресването на възрастта общо от страха на някой да остарее.
Гераскофобията се основава на тревожността да бъдеш оставен сам, без да имаш материална подкрепа и да бъдеш неспособен да се грижиш за себе си.